# Richard Dering
Richard Dering (c.1580 - 22 mars 1630) — également Deering, Dearing, Diringus, etc. — est un compositeur anglais de la Renaissance dans la période de la fin de la musique des Tudor. Il est connu pour son utilisation novatrice des techniques de composition qui anticipe l'avènement de la musique baroque en Angleterre. Certains de ses œuvres chorales conservées font partie aujourd'hui du répertoire de la musique de l'église anglicane.
Bien qu'il soit anglais, il vit et travaille l'essentiel de sa vie aux Pays-Bas espagnols en raison de sa foi catholique.

## Biographie

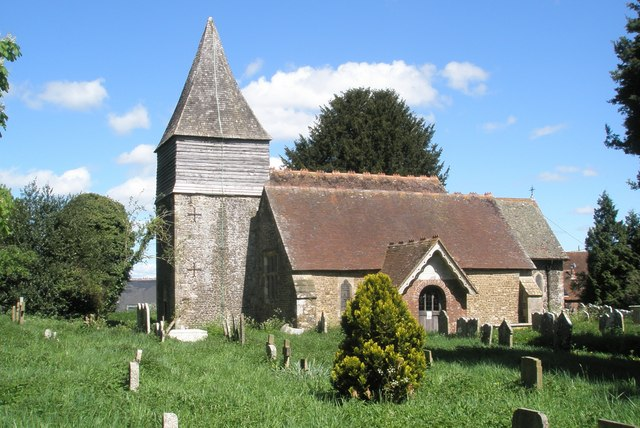
Dering était fils d'Henry Dering de Liss, dans le Hampshire.

Dering naît à Londres vers 1580, pendant le règne de la reine Élisabeth, fils illégitime d'Henry Dering de Liss, dans le comté de Hampshire. En 1600, il fait des études à Christ church d'Oxford et en 1610, il obtient son baccalauréat. 
On sait qu'il a voyagé en Italie autour de 1612, visitant de Venise puis Rome. De 1612 à 1616, il voyage avec l'Ambassadeur d'Angleterre auprès de la république de Venise, Sir Dudley Carleton, 1er vicomte de Dorchester.
Dering, est probablement Protestant au début de sa vie en Angleterre, mais on pense qu'au début des années 1610, lors de son séjour en Italie, il se convertit au catholicisme. À la suite de la Réforme anglaise au XVIe siècle, les tensions religieuses sont élevées. Certains compositeurs anglais qui s'étaient converti au catholicisme — ou que l'on soupçonne de conversion — se sont exilés dans les pays catholiques de l'Europe continentale. On sait que Dering visite Florence puis vit un certain temps au collège anglais de Rome, un séminaire pour les prêtres anglais catholiques. Une lettre de Sir Dudley Carleton daté du 25 juin 1612, destinée à Sir John Harington, 2e Baron Harington de Exton, fait référence au serviteur des Harington : un « M. Dearing » [sic] qui envisageait « d'aller » à la foi catholique. À la même époque, le style de composition de Richard Dering subit un changement brusque, en en adoptant un style italien.
En 1617, Dering s'installe à Bruxelles, capitale des Pays-Bas espagnols, une région des Pays-Bas qui se trouve sous la domination de l'Empire espagnol et par conséquent, catholique. D'autres compositeurs anglais y avait pris leurs quartiers. Parmi eux, Peter Philips et John Bull. On pense que Dering a fait connaissance avec eux.
À Bruxelles, Dering est nommé au poste d'organiste d'une communauté de nonnes anglaise bénédictines, le Couvent de Notre-Dame de l'Assomption. Il y publie ses recueils de motets latins, Cantiones Sacrae (1617) et Cantica Sacra (1618). La préface de Cantiones Sacrae déclare que les morceaux ont été écrits « dans la première ville du monde » — c'est-à-dire Rome, le centre de la foi catholique.

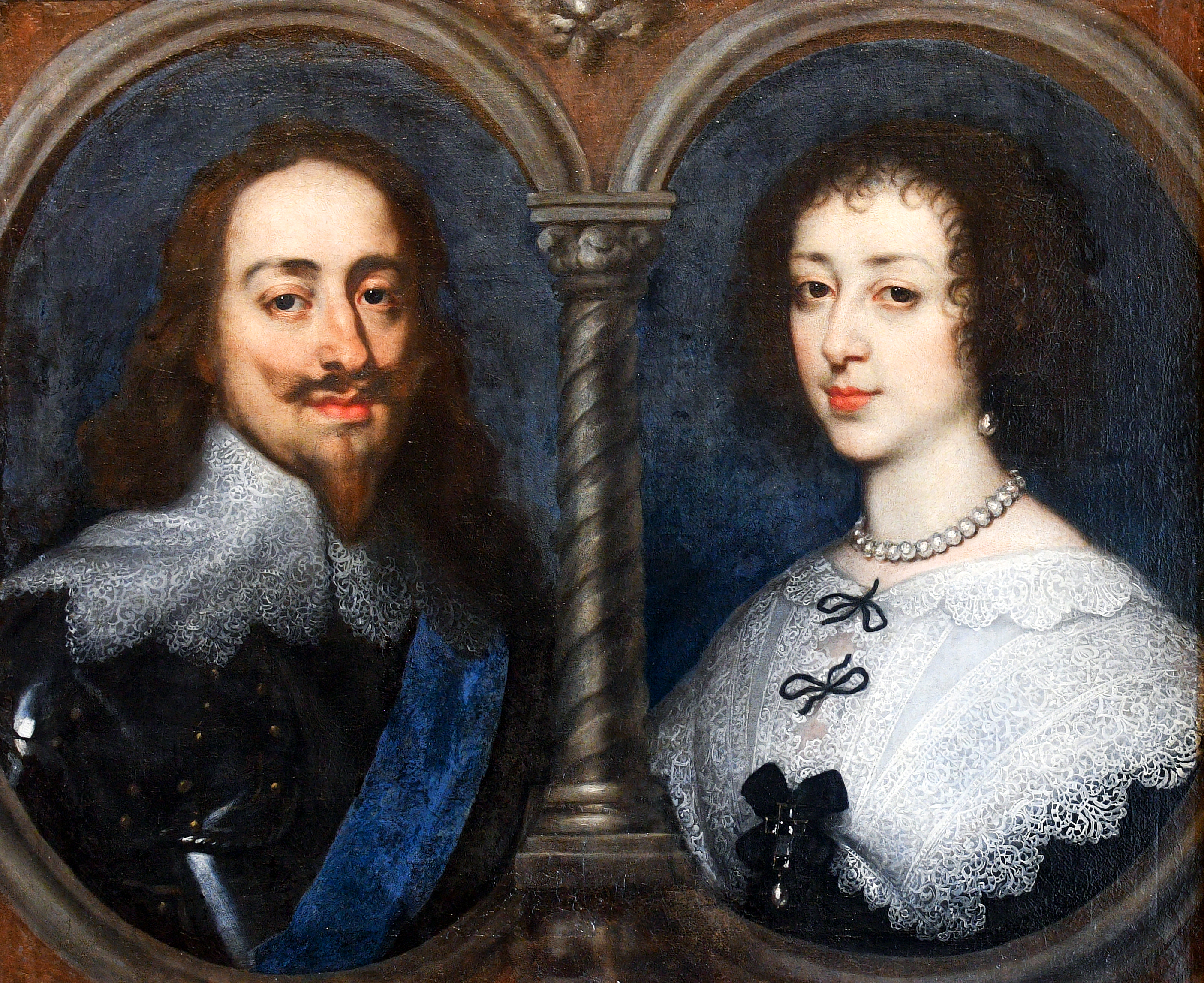
Dering sert en tant que musicien à la cour du Roi Charles Ier et de la Reine Henriette Marie (portrait d'Antoine van Dyck, vers 1632).

En 1625, l'Angleterre a une reine catholique, Henriette Marie, reine consort pour le roi Charles Ier. Dering retourne en Angleterre cette année-là, pour servir en tant qu'organiste de la chapelle privée de la reine et musicien pour le luth et de la voix du roi Charles.

### Mort et héritage
Richard Dering est mort en mars 1630. Il est enterré dans l'église de Savoy le 22 mars. Le compositeur Richard Mico remplace Dering au poste d'organiste de la reine.
La musique de Dering a dû avoir un grand attrait chez les contemporains, car une grande partie a été mise en publié par un éditeur entreprenant d'Anvers, Pierre Phalèse le jeune, entre 1612 et 1628. Des pièces à deux et à trois voix ont été publiées à Londres par John Playford en 1662, longtemps après la mort du compositeur, mais elles peuvent avoir été écrites aux Pays-Bas espagnols, car un des textes est en l'honneur de saint Jacques, saint patron de l'Espagne. Il est probable que Dering a pris les morceaux avec lui pour l'Angleterre : ils ont certainement été chanté dans la chapelle d'Henriette. Ils ont été utilisés pour la dévotion privée pendant la période du Commonwealth et étaient réputés comme musique préférée d'Oliver Cromwell.

## Œuvres
Richard Dering a écrit trois livres de motets avec continuo, deux de canzonettes et un de madrigaux avec  continuo. Il est représenté dans de nombreux manuscrits et anthologies. Sa musique montre à des degrés divers l'influence italienne ; son utilisation novatrice de la partie de basse continue dans ses madrigaux est considéré comme l'un des premiers exemples du style Baroque naissante dans la musique anglaise. Les madrigaux avec continuo et de petits motets concertato sont très comparable à l'idiome d'Alessandro Grandi ou de d'India, avec leurs modulations imprévisible et l'expression dramatique ; les Cantica Sacra (1618) contient des motets à six parties, évoquant plus conventionnellement l'expressivité de l'idiome des madrigaux italiens.
Son chœur le plus connu est son motet pour la fête des archanges, Factum est Silentium, une œuvre dramatique qui décrit la Guerre dans le ciel présentée dans Ap 8,1 et Ap 12,7-12 : Factum est silentium in caelo. Dum committeret bellum draco Cum Michaele Archangelo. (« il y eut dans le ciel un silence d’environ une demi-heure. Michel et ses anges combattirent contre le dragon. »)
Cet hymne, d'abord publié en 1618, a trouvé sa popularité plus récemment, au sein du répertoire de la musique de l'église Anglicane. Comme les madrigaux avec continuo de Dering, le style dramatique et déclamatoire montre l'influence du nouveau Baroque italien et démontre que Dering a la capacité d'accueillir de nouveaux styles musicaux en avance sur ses contemporains anglais. Il est également mentionné comme étant l'un des rares hymnes du répertoire choral anglais usant du terme de dragon (comme symbole de Satan). Factum est Silentium est publié dans deux collections de musique moderne, The Treasury of Church Music 1545-1650 et l'Oxford Book of Tudor Anthems,.

## Sources
- (en) Peter le Huray, The Treasury of English Church Music 1545-1650, Blandford/Cambridge University Press, 1965 (ISBN 0-521-28405-8, lire en ligne), p. 175
- (en) Peter Platt, rev. Jonathan Wainwright, « Dering (Deering, Dearing, Diringus etc.), Richard  », dans Grove Music Online, Oxford University Press, 2001.
- (en) Jonathan P. Wainwright, Henrietta Maria : Piety, Politics and Patronage, Routledge, 2008, 240 p. (ISBN 978-1-351-93100-7, lire en ligne), « 9. Sounds of Piety and Devotion: Music in the Queen's Chapel »
- (en) Dennis Shrock, Choral Repertoire, Oxford University Press, 2009, 800 p. (ISBN 978-0-19-971662-3, lire en ligne), « 2. the Renaissance Era: Richard Dering (Deering) ca. 1580-1630 », p. 178–179
- (en) David J. Smith et Rachelle Taylor, Networks of Music and Culture in the Late Sixteenth and Early Seventeenth Centuries : A Collection of Essays in Celebration of Peter Philips’s 450th Anniversary, Routledge, 2016, 326 p. (ISBN 978-1-317-08881-3, lire en ligne), p. 169–170
- (en) Andrew Gant, O Sing Unto the Lord : A History of English Church Music, University of Chicago Press, 2017 (ISBN 978-0-226-46962-1, lire en ligne)